# San Pedro (Honduras)
San Pedro es un municipio del departamento de Copán en la República de Honduras.

## Toponimia
Su nombre es en honor a Pedro el Apostol, santo de la iglesia católica.

## Límites
San Pedro está situado en la parte sur del departamento de Copán en el extremo oriental del Valle de Cucuyagua, sobre el Río Catapa.
| Orientación | Límite                           |
| ----------- | -------------------------------- |
| Norte       | Municipio de Cucuyagua, Copán    |
| Sur         | Municipio de Corquín, Copán      |
| Este        | Municipio de Las Flores, Lempira |
| Este        | Municipio de Gracias, Lempira    |
| Oeste       | Municipio de La Unión, Copán     |

## Datos históricos
En 1836, San Pedro era una aldea de Cucuyagua y se llamaba "Llano Grande".
En 1887 (19 de mayo), se le dio la categoría de Municipio mediante Decreto No. 7, siendo presidente de la república el general Luis Bográn. Acto que oficializó la Gobernación Política como delgada del Poder Central y cuyo terreno fue desmembrado del Municipio de Cucuyagua.
En 1888 (1 de enero), se inauguró, celebrando sesión, la primera municipalidad que debería regir sus destinos; siendo los primeros funcionarios ediles:
| Cargo             | Nombre            |
| ----------------- | ----------------- |
| Alcalde Municipal | José María Romero |
| Regidor 1         | Pedro Romero      |
| Sindico           | Seferino Quezada  |
| Secretario        | Baltazar Martínez |
| Consejero         | Juan López        |
| Consejero         | Marcos Alvarado   |
| Consejero         | Justo Umaña P.    |

En 1926 (19 de enero), se traslada a San Pedro, la cabecera del Distrito de Cucuyagua.

## División Política
Aldeas: 6 (2013)
Caseríos:cuales son 
| Código | Aldea                                 |
| ------ | ------------------------------------- |
| 042001 | San Pedro (la cabecera del municipio) |
| 042002 | Cartagua                              |
| 042003 | El Zapote                             |
| 042004 | Las Capucas                           |
| 042005 | San Francisco o El Ejido              |
| 042006 | Yaunera                               |